# Чихрадзе, Дмитрий Георгиевич
Дмитрий Георгиевич Чихрадзе (груз. დიმიტრი ჩიხრაძე; 25 декабря 1922, Гоми, Рача-Лечхуми и Квемо-Сванети — 5 мая 1979, Нальчик) — советский футболист, заслуженный тренер РСФСР.

## Биография
Первая команда мастеров — клуб третьей группы в 1946 году «Динамо» Нальчик. В 1947—1952 годах играл за ВМС. В 1951 году провёл единственный сезон в классе «А» — 11 матчей, три гола (в матчах с ЦДСА 1:0 и «Торпедо» Горький 2:1). В дальнейшем играющий тренер клубов КФК КБФ (Таллин) (1952), «Спартак» Нальчик (1952—1954), «Химик» Пятигорск (1955—1956), сборной Ставропольского края (1956).
Работал в командах «Трудовые резервы»/«Спартак»/«Динамо» Ставрополь (1957, 1961—1963 — старший тренер; 1957—1958 — тренер), «Спартак»/«Олимп» Кисловодск (1960 — тренер; 1967 — старший тренер), «Спартак» Нальчик (1964—1965, 1969, 1972, 1973 — старший тренер; 1966 — начальник команды), «Химик» Невинномысск (1969 — старший тренер), «Машук» Пятигорск (1969 — старший тренер), «Спартак» Владикавказ (1971, с июля — старший тренер),«Уралан» Элиста (1975 — старший тренер).
Участник Великой Отечественной войны с 1941 года, служил артиллерийским разведчиком на 33-й отдельной противокатерной и 34-й береговой батареях Потийской военно-морской базы.